# 곽마
곽마(郭馬, ? ~ ?)는 중국 삼국시대 오나라의 장수이다. 삼국지에서 가장 나중에 등장한 인물이다.

## 생애
합포태수 수윤이라는 사람이 계림태수로 전임을 임명받자 자신이 먼저 부임하였다. 그 후 얼마 지나지 않아 수윤이 병사하자 사병대 분할을 명령 받았으나 거절하였다.
이에 손호(孫晧)가 직접 광주의 호적 조사에 나서자 반란을 일으켜 광주독 우수(虞授) 등을 죽였다. 일찍이 오나라에는 '오가 멸망할 때 남방에서 반란이 일어날 것'이라는 예언이 있었는데, 손호는 곽마의 반란 소식을 듣고 "이 세상은 망했다"고 한탄했다고 한다.
그 후 도준(陶濬)과 도황(陶璜) 등이 난을 진압하려 하였으나, 직후에 서진의 오 정벌전이 시작되으며 이에 도준과 도황 등이 이를 막으려고 북쪽으로 진군했으며 손호는 이에 지레 겁을 먹고 사마염에게 바로 항복해서 오는 멸망하였다. 그 후 곽마의 행적은 알려지지 않았다.